# Chris Ronér
Christopher „Chris“ Ingemar Ronér (* 4. März 1980 in San Francisco, Kalifornien) ist ein ehemaliger US-amerikanischer Fußballspieler auf der Position eines Mittelfeldspielers und Stürmers, der im Alter von 23 Jahren aufgrund von Knöchelverletzungen seine Karriere als Aktiver frühzeitig beendete.
Der skandinavischstämmige Ronér, der heute vor allem unter dem Vornamen Thor Ronér angesprochen werden möchte, besitzt seit 2011 eine eigene Sportschuhfirma in der Bay Area und ist der Bruder des Ende September 2015 tödlich verunglückten Extremsportlers Erik Ronér, der vor allem durch seine Mitarbeit an Nitro Circus Bekanntheit erlangte.

## Leben und Karriere

### Kindheit, Jugend und Collegefußball
Chris Ronér wurde am 4. März 1980 als drittes Kind von Lars und Rebecca Ronér (geborene Knight) in der kalifornischen Weltstadt San Francisco geboren. Neben seinen beiden älteren Geschwistern Brooke S. (* 1975) und Erik L. (1976–2015), sowie der 1985 geborenen Schwester Logan Rebecca wuchs er auch in der Bay Area auf und absolvierte hier große Abschnitte seiner Schulausbildung. So besuchte er unter anderem von 1995 bis 1998 die Terra Linda High School in der zur San Rafael gehörenden Siedlung Terra Linda. An der High School war der vierfache Mannschafts- und Liga-MVP nicht nur im Fußballsport aktiv, sondern war auch Letterman in Baseball. In den Jahren 1997 und 1998 gehörte er als Fußballspieler dem Region-IV-ODP-Team an. Nach seinem High-School-Abschluss konnte sich der damals in Novato lebende Ronér, der wie sein älterer Bruder ebenfalls begeisterter Skifahrer ist, zwischen der University of California, Berkeley, der University of California, Los Angeles und der Santa Clara University entscheiden, wobei er sich für erstgenannte entschied, für die er ab demselben Jahr auch in der Sportabteilung zum Einsatz kam.
Unter Mark Mallon kam Ronér zu seinem Debüt für die California Golden Bears, für die er in seinem Freshman-Jahr 19 Meisterschaftspartien, von denen er lediglich in sechs von Beginn an am Rasen stand, absolvierte und dabei vier Tore erzielte, sowie ein weiteres für seine Teamkollegen vorbereitete. Einige Monate nach Beendigung des Ende des Spieljahres wurde er als Cal-Rookie-of-the-Year ausgezeichnet, nachdem er die Statistiken in allen Bereichen vor den anderen Rookies anführte. Für das seit 1906 bestehende Herrenfußballteam, das noch nie eine nationale Meisterschaft gewann, jedoch zwei Jahre zuvor erstmals die Conference als Erster beendete, trat er dabei in der Pacific-12 Conference an. In seinem Sophomore-Jahr konnte er seine Leistung steigern und startete in allen 20 Ligapartien von Beginn an, wobei ihm drei Tore und vier Assists gelangen. Am Ende des Spieljahres wurde er neben Derrick Dyslin und Kendall Simmonds erstmals ins All-MPSF-First-Team gewählt.
Im Laufe der Zeit entwickelte er sich so zu einem der besten Offensivspieler seines Teams in dieser Zeit, wobei er im darauffolgenden Spieljahr 2000 noch bessere Leistungen brachte. Hierbei kam er erneut in allen 20 Meisterschaftsspielen von Beginn an zum Einsatz, schoss vier Tore und gab drei Torvorlagen, wobei er mit seinen Treffern und seinen 35 Schüssen aufs gegnerische Tor hinter Kendall Simmonds mit sechs Toren und 43 Torschüssen zweitbester Spieler der Saison war. Des Weiteren war er hinter Austin Ripmaster (4 Assists) zusammen mit Ramiro Arredondo mit jeweils drei Assists zweitbester Vorlagengeber des Teams. In diesem Jahr schrammte er auch nur knapp an der Wahl zum Cal-Soccer-Athlete-of-the-Year vorbei, die ebenfalls Simmonds für sich entscheiden konnte. Nachdem er unter dem ehemaligen US-amerikanischen Internationalen Kevin Grimes, der in diesem Jahr das Amt des Cheftrainers übernahm und dieses aktuell (Stand: Oktober 2015) noch immer innehat, in dieser Saison gute Leistungen gezeigt hatte, wurde der als offensiver Mittelfeldspieler und Stürmer eingesetzte Ronér unter anderem zum Saisonende zum zweiten Mal ins All-MPSF-First-Team gewählt. Außerdem fand er in diesem Jahr erstmals ins All-Pac-10-First-Team.
In seinem Senior-Jahr 2001 kam der Mannschaftskapitän ebenfalls für das Fußballteam zum Einsatz und schaffte mit dem Team, das mit Chris Ronér, Austin Ripmaster und Leo Krupnik nur drei Seniors aufwies, nach über fünf Jahren wieder den Einzug in eine NCAA Division I Men’s Soccer Championship. In der NCAA Division I Men’s Soccer Championship 2001 schied die Mannschaft allerdings bereits nach nur einer Begegnung knapp gegen die Santa Clara Broncos vom laufenden Turnier aus. Bereits kurz davor wurden Chris Ronér und der später ebenfalls als Profi agierende Josh Saunders nach absolvierter regulärer Spielzeit ins All-Pac-10-First-Team gewählt. Der wieder vorwiegend als Mittelfeldakteur eingesetzte Ronér kam dabei in 18 Spielen der Regular Season zum Einsatz, während deren ihm drei Tore und zwei Torvorlagen gelangen; des Weiteren wurde er auch in dem einen Spiel der NCAA Division I Men’s Soccer Championship 2001 eingesetzt.

### Kurzzeitiger Profispieler
Über den MLS SuperDraft 2002 wurde Chris Ronér in der dritten Runde als 33. Pick zum amtierenden MLS-Meister San José Earthquakes gedraftet, während auch sein Teamkollege Leo Krupnik mit den damaligen New York-New Jersey MetroStars als 68. Pick in der sechsten Runde einen Profiklub fand. Sein erstes Spiel absolvierte er nur kurz darauf bei einem Freundschaftsspiel ausgerechnet gegen seine alte Collegemannschaft. In der Major League Soccer fand der seit seiner Collegezeit mit Knöchelproblemen kämpfende Mittelfeldspieler nur schwer in die Mannschaft und konnte sich gegen seine erfahreneren Teamkollegen kaum durchsetzen. So saß er erst am 18. Mai 2002 bei einer 0:2-Auswärtsniederlage gegen Columbus Crew erstmals auf der Ersatzbank und kam erst in den letzten Minuaten auf den Rasen. Nachdem er eine Woche später gegen Chicago Fire erneut nur zu wenigen Spielminuten kam, nahm ihn Cheftrainer Frank Yallop wieder gänzlich aus dem offiziellen Matchkader, sodass er erst Ende Juni bei einem 4:0-Auswärtssieg über die Colorado Rapids ein weiteres Mal kurz eingesetzt wurde.
Nachdem er abermals einen Monat später erneut auf der Bank Platz nehmen durfte und es im Anschluss ebenfalls nur für wenige Spielminuten reichte, wurde Ronér, um wenigstens etwas Spielpraxis zu sammeln, zusammen mit Scott Bower für ein Spiel gegen die Cincinnati Riverhawks an den damaligen US-amerikanischen Zweitligisten (spätere USL First Division) Portland Timbers verliehen. Aufgrund der Leistung wurden beide am 9. August 2002 für weitere drei Ligapartien leihweise unter Vertrag genommen. Bis zu diesem Zeitpunkt hatte es der Offensivspieler auf lediglich 29 Einsatzminuten in vier absolvierten Erstligaspielen gebracht und kam binnen weniger Tag auf drei siegreiche Ligaeinsätze für die Timbers, ehe er, nach seiner Rückkehr, Anfang September 2002 erneut für zwei weitere Partien an die Portland Timbers verliehen wurde. Hierbei kam er noch in einer Begegnung zum Einsatz und beendete daraufhin sein Leihzeit und kehrte wieder fix zu seinem Stammklub zurück, bei dem er gleich im Anschluss bei einem internationalen Freundschaftsspiel gegen den Club América aus der mexikanischen Primera División nach Vorlage durch Testspieler Shaun Tsakiris seinen ersten Treffer für die Quakes erzielte. Am Saisonende reichte es für einen zweiten Platz in der Conference mit sechs Punkten Rückstand auf Los Angeles Galaxy, sowie den zweiten Platz bei der Vergabe des MLS Supporters’ Shields. Außerdem wurde er in diesem Jahr in einem Spiel des Lamar Hunt U.S. Open Cup 2002 eingesetzt.
Im nachfolgenden Spieljahr 2003 sollte sich Chris Ronér allmählich zum Stammspieler der San José Earthquakes entwickeln, wobei er es auf Einsätze in insgesamt 23 Ligaspielen, davon 21 Partien von Beginn an, bringen sollte. Hierbei gelangen ihm zwei Treffer sowie ebenso viele Torvorlagen. Mit der Mannschaft konnte er am Ende die Western Conference für sich entscheiden, bezwang auch in den anschließenden MLS-Cup-Play-offs und dem Finalspiel die Kontrahenten und wurde nach einem 4:2-Sieg über Chicago Fire Meister der höchsten nordamerikanischen Fußballliga. Dabei gilt Ronér als einer der Wegbereiter für den Erfolg am Ende des Spieljahres. Nachdem die Mannschaft das Conference-Halbfinalhinspiel gegen Galaxy mit 0:2 verloren hatte, im Rückspiel bereits nach 13 Minuten mit 0:2 zurücklag, kämpfte sich das Team vor allem durch Ronérs Kopfballtreffer zum 4:2 wenige Sekunden vor Spielende in die Verlängerung. Bei einem Gesamtscore von 4:4 setzte sich schließlich Rodrigo Faria mit einem Golden Goal in der 96. Minute durch und verhalf dem Team ins anschließende Finale, bei dem ein Eigentor Ronérs die Partie beinahe noch zum Kippen brachte. Diese Halbfinalbegegnung ging daraufhin als „bestes Spiel“ bzw. als „beste Aufholjagd“ in die Geschichte der Majore League Soccer ein. Weitere Einsätze hatte Chris Ronér in diesem Jahr in einer Begegnung des CONCACAF Champions’ Cups 2003, sowie im Lamar Hunt U.S. Open Cup 2003, während dessen er über zehn Minuten zum Einsatz kam.
Nach dem Spieljahr unterzog sich der verletzungsgeplagte Ronér im Winter 2003 einer routinemäßigen arthroskopischen Operation seines rechten Knöchels, bei der jedoch festgestellt wurde, dass die Knorpelschäden so massiv waren, dass ein weiterer Einsatz als Profifußballspieler zu riskant gewesen wäre, da er zudem auch Probleme mit dem linken Knöchel hatte. Obwohl er auch noch im Spieljahr 2004 im offiziellen Kader der San José Earthquakes stand, absolvierte er kein weiteres Spiel mehr und beendete noch frühzeitig im Alter von 23 Jahren seine aktive Karriere als Fußballspieler.

### Leben nach aktiver Fußballkarriere
Nach seinem frühen Karriereende seiner Sportlaufbahn arbeitete Ronér ab 2004 bzw. 2005 als Creative Director und Grafikdesigner für die Roar Advertising Corporation, wo er Marken und Unternehmen wie Lucky Brand Jeans, Cartier, Kiehl’s, Visa Inc., Sony Entertainment oder die Major League Soccer betreute. Dabei war er unter anderem für die Printmedien, aber auch für Fernsehen, Internet und Neue Medien zuständig und übte seine Arbeit nebenbei auch als Freelancer aus. Nach langer Rehabilitation versuchte er in der Saisonvorbereitung auf das Spieljahr 2005 unter Dominic Kinnear wieder Fuß im Profifußball zu fassen, was jedoch an den nach sich ziehenden Schmerzen scheiterte. Parallel dazu war er unter anderem neben seiner Schwester Brooke einer der Mitbegründer des zwischen 2006 und 2008 veranstalteten Legend of the Motorcycle International Concours d’Elegance in Half Moon Bay, Kalifornien. Auch 2008 probierte er es ein weiteres Mal als Fußballspieler und nahm unter Frank Yallop an der Vorbereitung auf die Major League Soccer 2008 teil, musste sich aufgrund der Schmerzen jedoch erneut gegen eine Sportlerkarriere aussprechen. Heute lebt der ehemalige Fußballprofi mit seiner Ehefrau Maria-Elena und der gemeinsamen Tochter Paris in der Kleinstadt Emeryville, an der Ostküste der Bucht von San Francisco, und gründete von hier aus zusammen mit seiner Ehefrau im Jahre 2011 eine eigene Sportschuhfirma mit dem Namen Heroyk.

## Erfolge
- Vizemeister der Western Conference: 2002
- Meister der Western Conference und der Major League Soccer: 2003
- 2. Platz MLS Supporters’ Shield: 2002 und 2003